# Schmale Straße 24 (Quedlinburg)

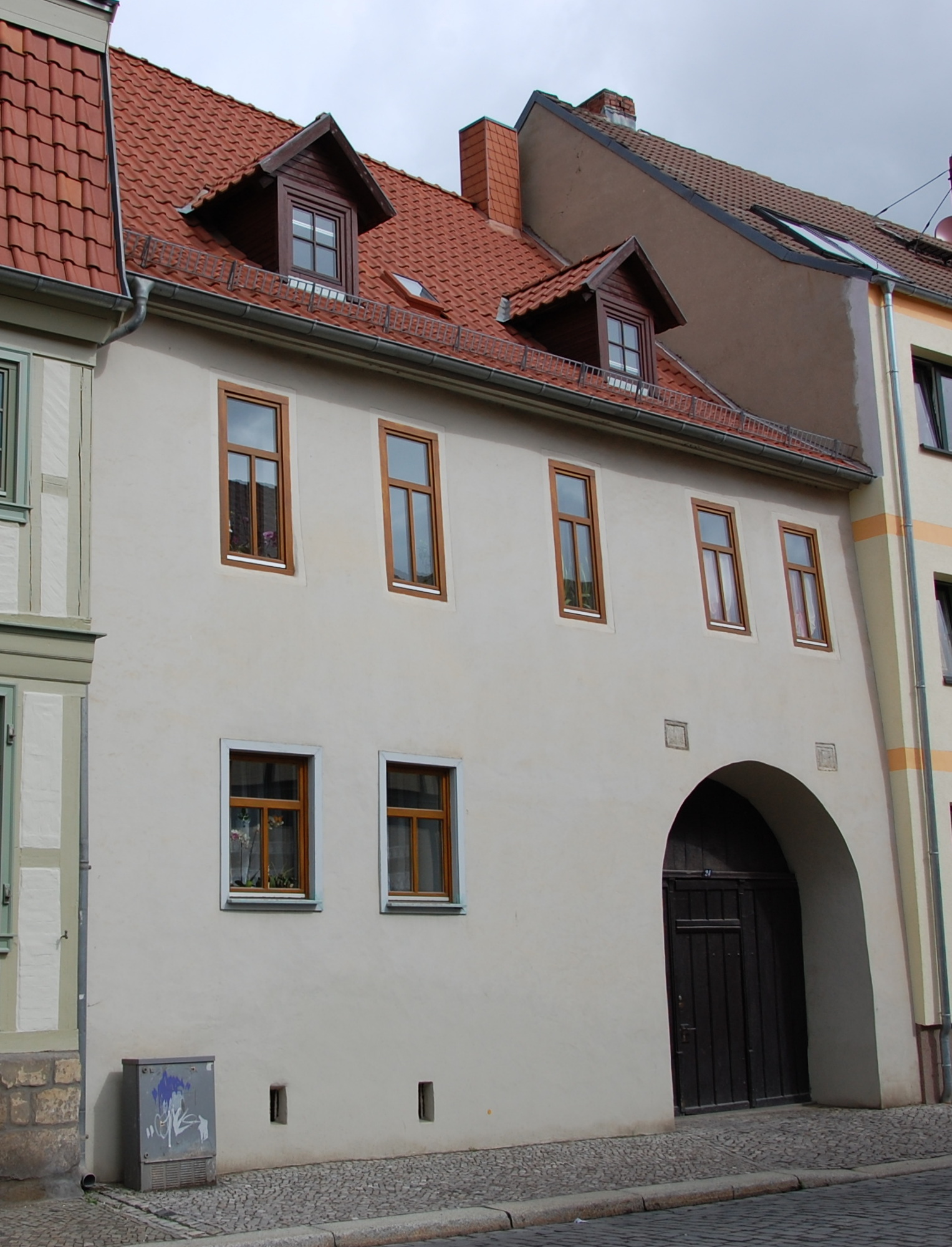
Haus Schmale Straße 24

Das Haus Schmale Straße 24 ist ein denkmalgeschütztes Gebäude in der Stadt Quedlinburg in Sachsen-Anhalt.

## Lage
Es befindet sich auf der Westseite der Schmalen Straße, nördlich des Marktplatzes der Stadt und ist im Quedlinburger Denkmalverzeichnis als Wohnhaus eingetragen. Es gehört zum UNESCO-Weltkulturerbe. Südlich grenzt das gleichfalls denkmalgeschützte Haus Schmale Straße 23 an.

## Architektur und Geschichte
Das zweigeschossige verputzte Fachwerkhaus geht auf ein älteres, vermutlich im 16. Jahrhundert entstandenes Gebäude zurück. Aus dieser Zeit stammen Reste einer als Rundbogen gestalteten Pforte sowie eine aus Sandsteinquadern errichtete straßenseitige Wand. Im Jahr 1702 erfolgte nach einer auf zwei Inschriftensteinen vorhandenen Bauinschrift ein Neu- bzw. Umbau des Hauses durch den Zimmermeister Martin Lange. Auf ihn verweist die mit Axt und Bundhaken als Wappen verzierte Inschrift M. MARTEN LANGE. ZM. Der sonst bei Lange auch übliche Stechzirkel, als Zeichen für die Erstellung des Bauentwurfs, fehlt, da er das Gebäude nur umbaute und die ältere Sandsteinfassade in seinen Bauarbeiten einbezog. Es wird vermutet, dass das Haus das Wohnhaus Langes gewesen sein könnte.